# Loveholic (EP)
Loveholic (estilizado como LOVEHOLIC o LOVE HOLIC) es el segundo EP japonés del grupo surcoreano NCT 127, la segunda subunidad de NCT. El EP de seis pistas fue lanzado el 17 de febrero de 2021, por su discográfica japonesa Avex Trax. Fue inicialmente planeada para ser lanzada el 23 de diciembre de 2020, pero tuvo que ser retrasada debido a problemas de producción. El álbum vendió sobre 133.600 copias en Japón en su primera semana tras su lanzamiento, y debutó en el top de listas de canciones de Oricon.

## Lista de canciones
| Loveholic |                         |                                             | |          |  |
| N.º       | Título                  | Letras                                      | Música | Duración |  |
| 1.        | «Gimme Gimme»           | MEG.ME                                      | Kenzie, Ludwig Evers (Moonshine), Jonatan Gusmark (Moonshine), Bobii Lewis y Cazzi Opeia (Sunshine)                    | 3:39     |  |
| 2.        | «Lipstick»              | SHOW (Digz Inc.)                            | LDN Noise, Deez, Ebenezer Olaoluwa Fabiyi y Adrian McKinnon                                                            | 3:33     |  |
| 3.        | «First Love»            | SHOW (Digz Inc.)                            | G'harah "PK" Degeddingseze (80hdmuzic), Wilbart "Vedo" McCoy III, Rudi Daouk (Jay & Rudy) y Jakob Mihoubi (Jay & Rudy) | 3:00     |  |
| 4.        | «Chica Bom Bom»         | Boyhood (Digz Inc.)                         | Didrik Thott, Willie Weeks y Dani Paz                                                                                  | 3:20     |  |
| 5.        | «Kick It (영웅 / 英雄)» | Wutan, Rick Bridges y danke (lalala Studio) | Dem Jointz, Mayila Jones, Rodnae "Chikk" Bell, Deez, Ryan S. Jhun y Yoo Young-jin                                      | 3:53     |  |
| 6.        | «Right Now»             | Akira (Palm Drive)                          | Dem Jointz, Ian Jeffrey Thomas (NOPROMO Co), Andrew Beckner (NOPROMO Co) y Ryan S. Jhun                                |          |  |
| 20:40     |                         |                                             | |          |  |

## Posicionamiento en listas

### Listas semanales
| Lista (2021)                          | Mejor Posición |
| ------------------------------------- | -------------- |
| Japanese Albums (Oricon)              | 1              |
| Japanese Hot Albums (Billboard Japón) | 1              |

### Listas mensuales
| Lista (2021)             | Mejor Posición |
| ------------------------ | -------------- |
| Japanese Albums (Oricon) | 1              |